# Idiotephria nakatomii
Idiotephria nakatomii är en fjärilsart som beskrevs av Inoue 1978. Idiotephria nakatomii ingår i släktet Idiotephria och familjen mätare. Inga underarter finns listade i Catalogue of Life.

## Bildgalleri

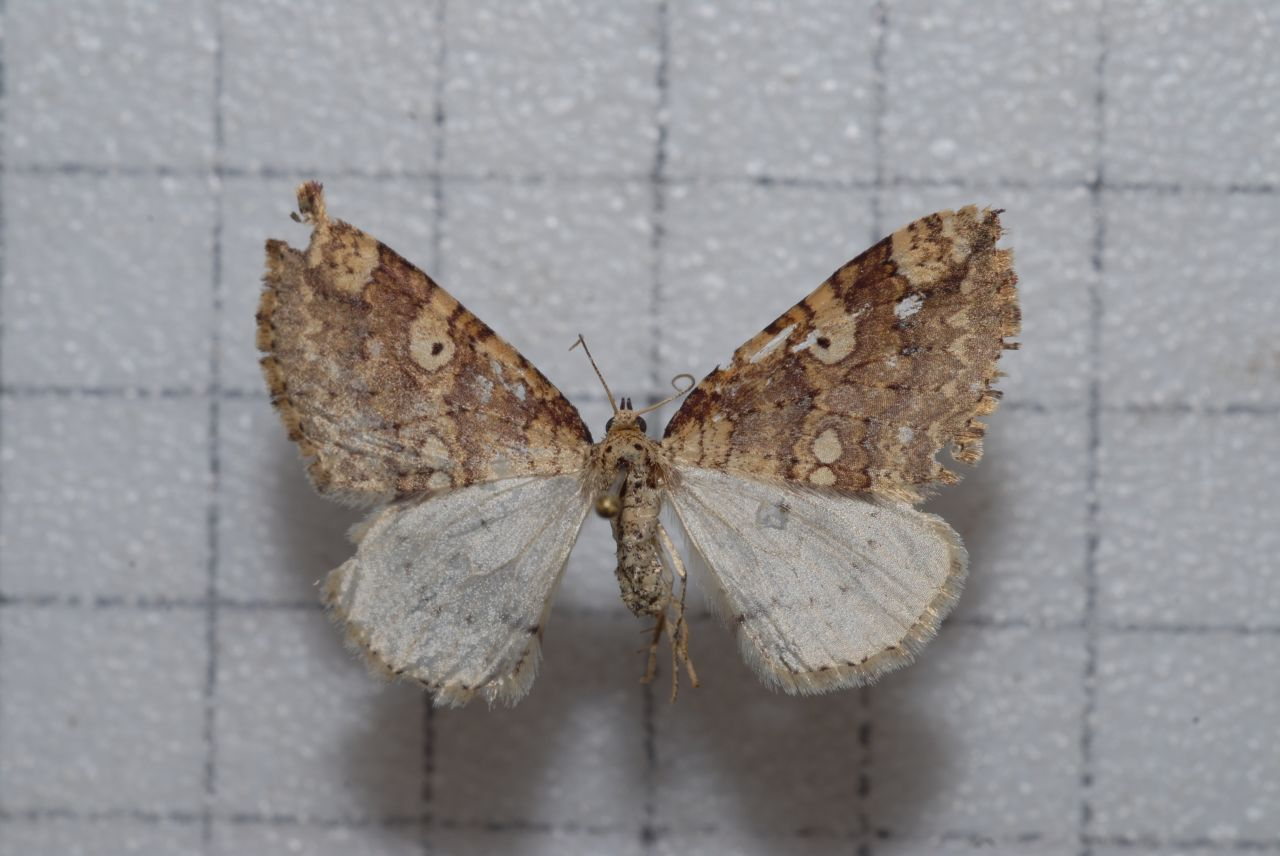
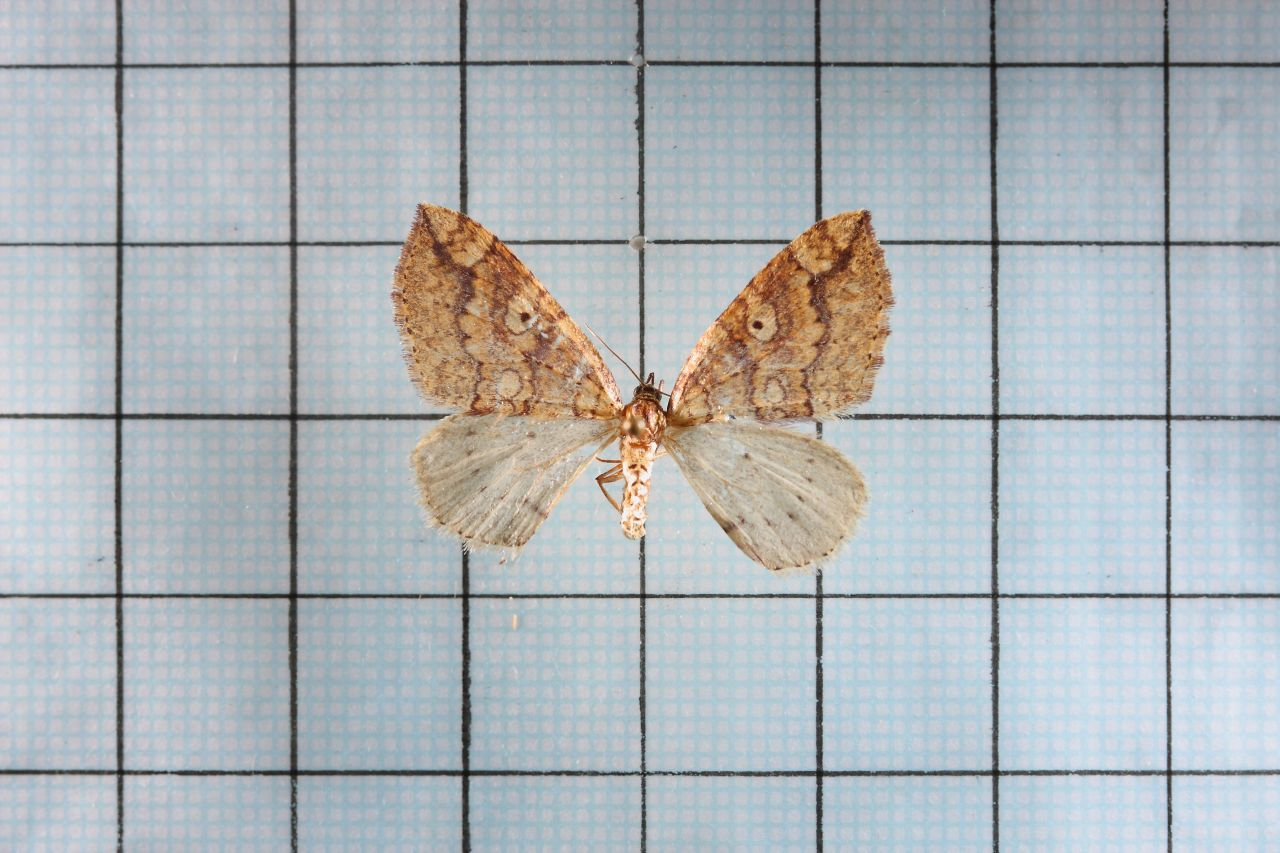
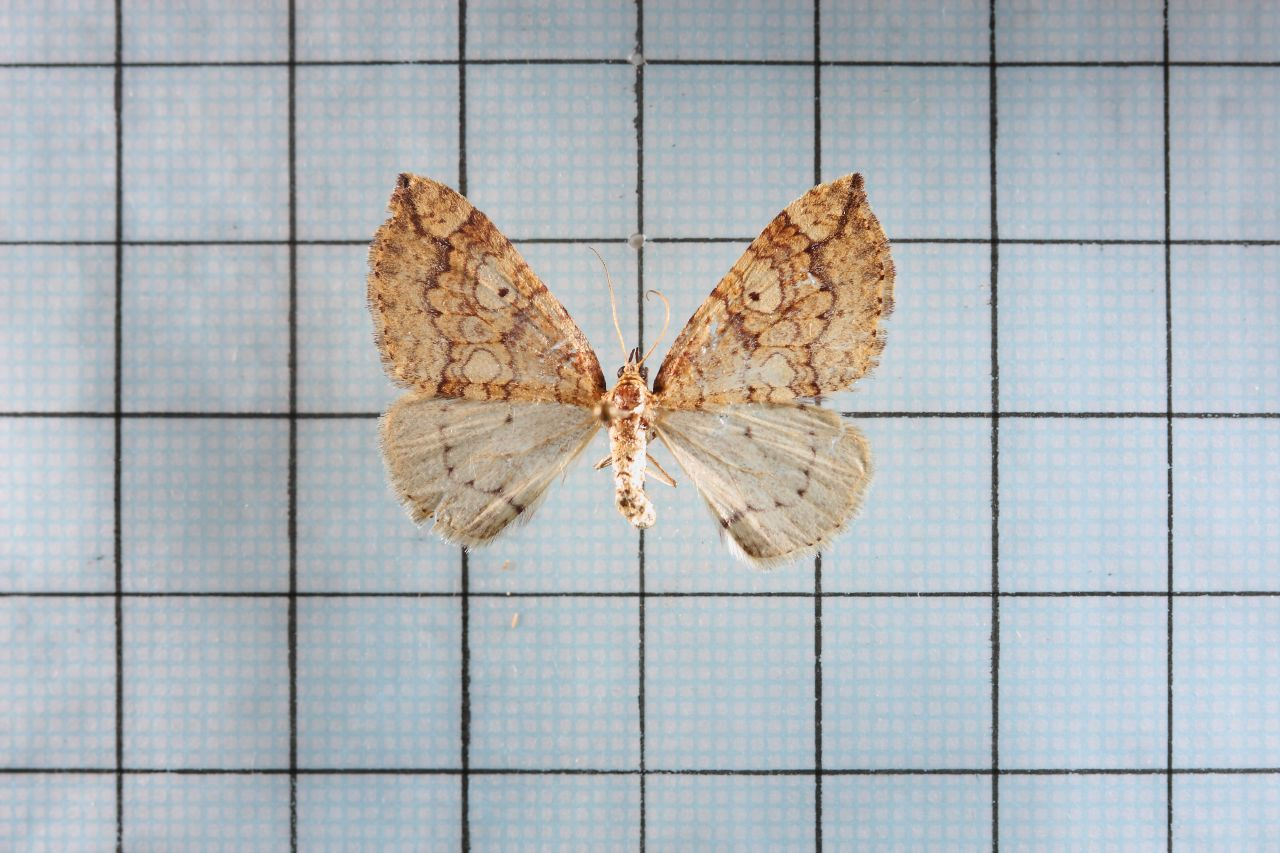
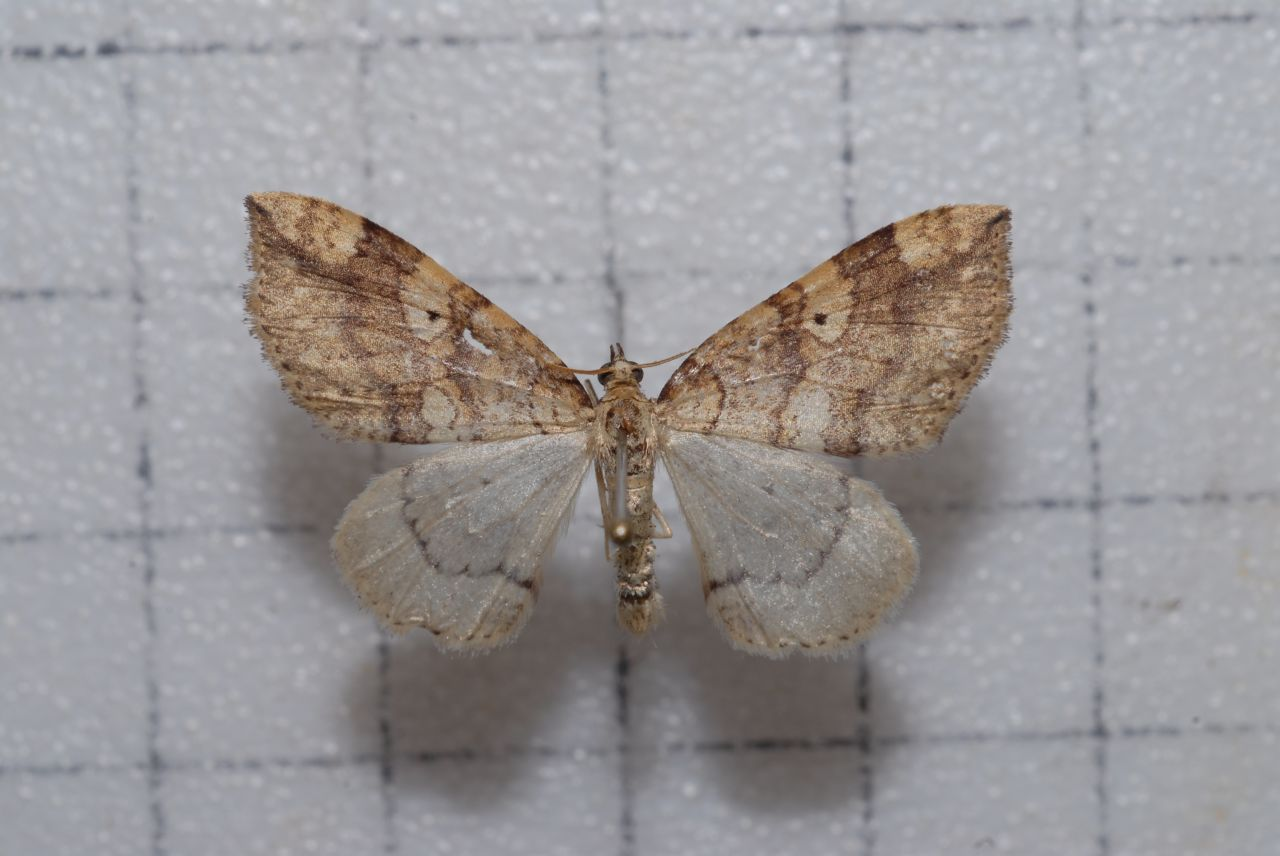